# Tangachromis dhanisi
Tangachromis dhanisi – gatunek słodkowodnej ryby z rodziny pielęgnicowatych (Cichlidae), jedyny przedstawiciel rodzaju Tangachromis. Hodowana w akwariach.

## Występowanie
Gatunek endemiczny jeziora Tanganika w Afryce Wschodniej. Zasiedla głębokie (do 70 m lub 100 m) wody nad piaszczystym dnem.

## Opis
Osiąga w naturze do 8,5 cm długości. Żywi się widłonogami.
| Zalecane warunki w akwarium | Zalecane warunki w akwarium |
| --------------------------- | --------------------------- |
| Zbiornik                    | średni                      |
| Temperatura wody            | 24–27 °C                    |
| Twardość wody               | twarda 8–25°n               |
| Skala pH                    | 7,3–8,8                     |
| Pokarm                      |                             |

## Ochrona
Gatunek wpisany do Czerwonej księgi gatunków zagrożonych w kategorii LC.